# Germain Pilon

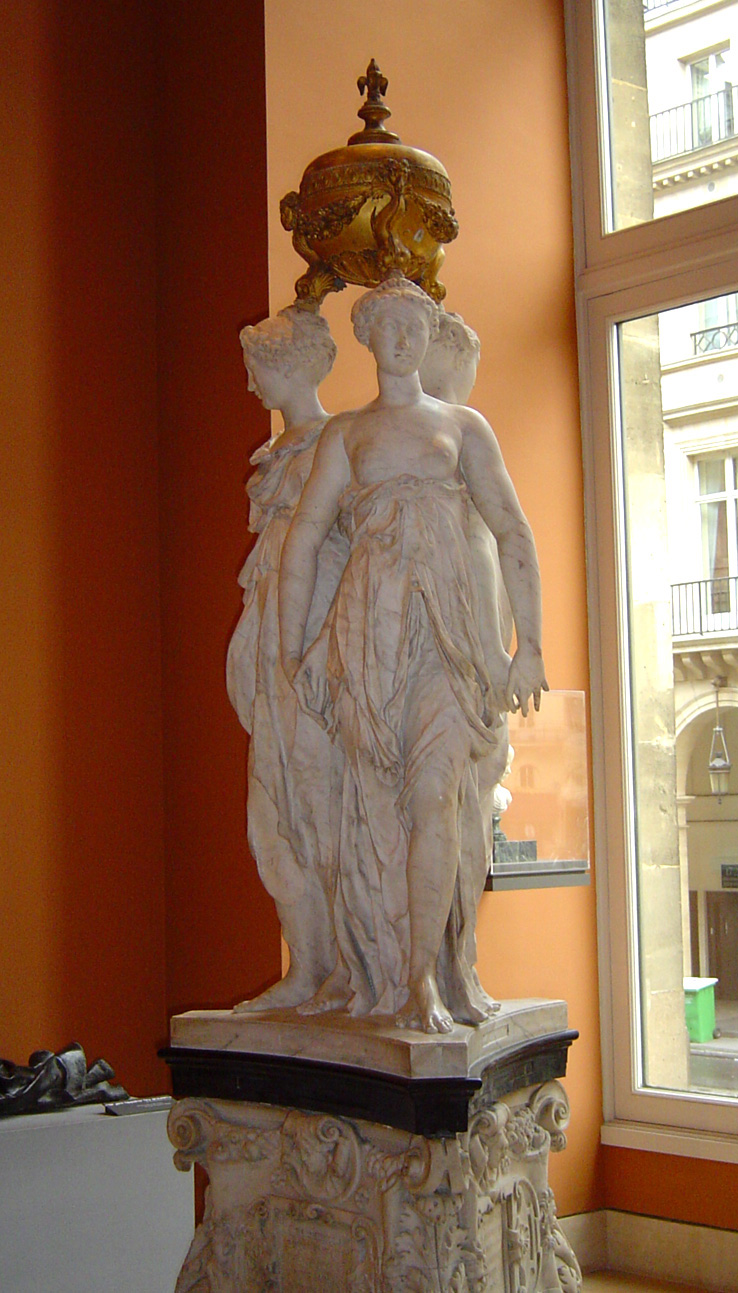
Monument na serce króla Henryka II

Germain Pilon (ur. ok. 1535 w Paryżu, zm. 3 lutego 1590 tamże) – francuski rzeźbiarz.

## Życiorys
Wczesną edukację otrzymał od swego ojca, kamieniarza André Pilona, a następnie kontynuował naukę u rzeźbiarza Pierre’a Bontempsa, z którym w latach 1557–1558 współpracował przy grobie króla Franciszka I.
Karierę rozpoczął na dworze królowej Katarzyny Medycejskiej, która zatrudniła go przy budowie wspólnego grobowca swojego i męża Henryka II. Budową tego mauzoleum chciała przyćmić Artemizję, żonę króla Karii Mauzolosa, która wstawiła mężowi grobowiec w Halikarnasie. Grobowiec królewski był dziełem kilku artystów, np. Girolamo della Robbia wykonał figury zmarłej pary królewskiej, ale za całość odpowiadał Pilon i on był autorem większości rzeźb. Pilon wykonał na zamówienie królowej także monument na serce Henryka II, który miał formę urny wspartej na trzech gracjach. Pilon był autorem także m.in. Zmartwychwstania Chrystusa i terakotowej Matki boleściwej, którą potem przetransponował w marmur.
W 1571 Pilon ostał oficjalnym nadwornym rzeźbiarzem króla Karola IX. Wyrzeźbił kilka elementów do ogrodów w Pałacu Fontainebleau. W 1585 wykonał grób Ludovica de Birague dla kościoła Ste-Catherine du Val des Ecoliers. W tym samym czasie pracował pod kierunkiem Pierre’a Lescota przy dekoracji dziedzińca Luwru i wykonał rzeźby zegara słonecznego w Palais de Justice (sądach). Następnie stworzył elementy ozdobne dla zamku w Anet należącego do Diany z Poitiers. Jest też autorem gróbu Guillaume Gaugey de Belley w katedrze w Le Mans. Wyrzeźbił także kilka płaskorzeźb i rzeźb z drewna i kamienia dla wielu paryskich kościołów.
Pilon był płodnym rzeźbiarzem, pracującym z równym powodzeniem w marmurze, kamieniu, brązie i drewnie. W jego twórczości widoczne są zarówno wpływy renesansu, jak i włoskiego manieryzmu, z jednoczesnym zachowaniem realizmu wskazującego na sztukę baroku.